# Nádson Rodrigues de Souza
Nádson Rodrigues de Souza (n. 30 ianuarie 1982) este un fotbalist brazilian.

## Statistici
| Brazilia | Brazilia | Brazilia |
| An       | Meciuri  | Goluri   |
| -------- | -------- | -------- |
| 2003     | 2        | 0        |
| Total    | 2        | 0        |